# پودزایمیشچه
پودزایمیشچه (به لاتین: Podzaymishche) یک منطقهٔ مسکونی در روسیه است که در سرزمین آلتای واقع شده‌است.